# Kosmiska partiklar

De kosmiska partiklarnas flöde som funktion av energi.

Kosmiska partiklar, kosmisk strålning, är atomära och subatomära partiklar som rör sig genom universum i hastigheter nära ljusets hastighet. Det är mest protoner, och de kan ha oförklarligt stor kinetisk energi, mycket större än vad man kan åstadkomma i partikelacceleratorer. Flödet av partiklar med en energi större än 1019 eV är 1 per kvadratkilometer per år. Dessa partiklar har alltså en energi på mer än en kalori eller en joule.
Den österrikisk-amerikanske fysikern Victor F. Hess påvisade existensen av kosmisk strålning genom en rad försök 1912. För detta tilldelades han, tillsammans med Carl David Anderson som upptäckt positronen, nobelpriset i fysik.
När den så kallade primära strålningen tränger in i atmosfären kolliderar den med dess atomer och ger upphov till en mycket komplicerad sekundärstrålning. Denna innehåller bland annat en genomträngande, hård del, som utgörs av myoner och kan iakttas ända ner i gruvgångar hundratals meter under jordytan, och en mjuk komponent som består av skurar av elektroner och fotoner. Dessa skurar startas av enstaka elektroner eller fotoner som bildats i samband med kärnkollisionerna och sedan vuxit lavinartat genom omväxlande bildning av elektron-positron-par och fotoner. Jordytan träffas av ungefär en partikel per kvadratcentimeter och sekund.
Eftersom primärstrålningen består av laddade partiklar avböjs den av magnetfält på vägen, varför man inte kan iaktta riktningen till källorna. Det torde emellertid vara fråga om normal materia som joniserats och accelererats till höga energier av varierande magnetiska och elektriska fält i närheten av supernovor och pulsarer. Man vet att partiklarna varit på väg i några miljoner år, och därför måste en ständig nyproduktion av strålning pågå, då man vet att intensiteten varit i stort sett oförändrad i hundratals miljoner år.
Magnetfälten i Vintergatan håller större delen av strålningen instängd och bara den mest energirika strålningen lämnar den eller kommer in från andra galaxer.